# 가와라마치역 (미야기현)
가와라마치역(일본어: 河原町駅)은 일본 미야기현 센다이시 와카바야시구 가와라마치 1초메에 있는 센다이 시 지하철 난보쿠 선의 역이다. 역 번호는 N 13이다. 본 문서에서는 과거에 존재한 센다이 시영 전차의 가와라마치 정류장에 대해서도 기술한다.

## 역사
- 1934년 12월 2일: 센다이 시영 전차 나가마치 선 일부 개통(후나초 정류장 ~ 가와라마치 정류장)으로 시영 전차 가와라마치 정류장 개업.
- 1935년 8월 21일: 가와라마치 정류장 ~ 히로세바시 정류장 간 연장 개통.
- 1976년 4월 1일: 센다이 시영 전차 폐선으로 가와라마치 정류장 폐지.
- 1987년 7월 15일: 센다이 시 지하철 난보쿠 선의 개통으로, 지하철 가와라마치 역 영업 개시.
- 2009년 11월 14일: 스크린도어 사용 개시.
- 2014년 12월 6일: 이쿠스카 도입[1].

## 역 구조
섬식 승강장 1면 2선의 지하역이다. 남북으로 달리는 옛 국도 제4호선(현, 쇼와시덴도리)의 아래에 있고, 출입구는 이 도로를 따라 2개소가 있는데, 남쪽이 가와라마치 1초메, 북쪽이 후나초로 통한다.

### 타는 곳
| 1 | ■ 난보쿠 선 |  | 도미자와 방면           |  |
| 2 | ■ 난보쿠 선 |  | 센다이・이즈미추오 방면 |  |

## 역 주변
센다이 시가 중심부의 남쪽에 위치하고, 서쪽 100m에 히로세 강 제방이 있고 미야자와바시로 건너갈 수 있다. 이 강에서 끌어 오는 로쿠고 해자가 토관에서 역과 교차하고 있다. 주위의 중, 고층 집합 주택이 눈에 띄는 주택지로, 국도 연변에는 상가, 회사, 은행이 모여 있다.
- 센다이 가와라마치 우체국
- 센다이 시영 버스・미야기 교통 "가와라마치 역 미나미구치"・"후나초" 정류소
- 센다이 시영 버스 "가와라마치에키히가시" 정류소
- 센다이 시립 미나미자이모쿠초 초등학교
- 센다이 시립 하치켄 중학교
- 센다이 시 의사 회관・센다이 시 급환 센터
- 미야기 현 제2 종합운동장・미야기 현 무도관
- 미야기 현 센다이미나미 고등학교

## 이용 상황
- 2015년도
  - 1일 평균 승차 인원: 5,050명[3]
  - 와카바야시 구 중에서는 최다 승차 인원 수이다.

| 연도 | 1일 평균 승차 인원 |
| ---- | ------------------ |
| 2002 | 4,454              |
| 2003 | 4,468              |
| 2004 | 4,452              |
| 2005 | 4,511              |
| 2006 | 4,429              |
| 2007 | 4,296              |
| 2008 | 4,291              |
| 2009 | 4,217              |
| 2010 | 4,255              |
| 2011 | 4,310              |
| 2012 | 4,660              |
| 2013 | 4,875              |
| 2014 | 4,914              |
| 2015 | 5,050              |

## 인접역
| 센다이 시 지하철 ■ 난보쿠 선    | 센다이 시 지하철 ■ 난보쿠 선 | 센다이 시 지하철 ■ 난보쿠 선      |
| ------------------------------- | ---------------------------- | --------------------------------- |
| N 12 아타고바시 이즈미추오 방면 |                              | 나가마치 1초메 N 14 도미자와 방면 |